# Promenade Jane-et-Paulette-Nardal
Pour les articles homonymes, voir Nardal.
La promenade Jane-et-Paulette-Nardal est un espace situé dans le 14e arrondissement de Paris, en France.

## Situation et accès
Surplombant la Petite ceinture qui passe en souterrain, cette promenade plantée de 3 450 m2 s’étend sur 520 mètres de long entre la rue Didot et la rue Raymond-Losserand.
C'est est un lieu de découverte consacré à la biodiversité, en particulier à la chauve-souris. Quatre jardins thématiques ont été conçus :
- 380 m2 sont positionnés à l’emplacement de l’ancienne aire de jeux. Elle abrite un jeu multi-âge en forme de chauve-souris ;
- 142 m2 sont dotés de mobiliers interactifs axés sur la faune et le patrimoine de la Petite Ceinture ;
- 202 m2 équipés de tables de jeux du monde et d’un parcours de billes sur le thème de la trame verte et bleue du Grand Paris ;
- 345 m2 d'agrès sportifs[1].

La promenade est accessible aux personnes à mobilité réduite grâce notamment à un fil d’Ariane, un revêtement de sol rainuré, une application mobile et un plan tactilosensible.

## Origine du nom

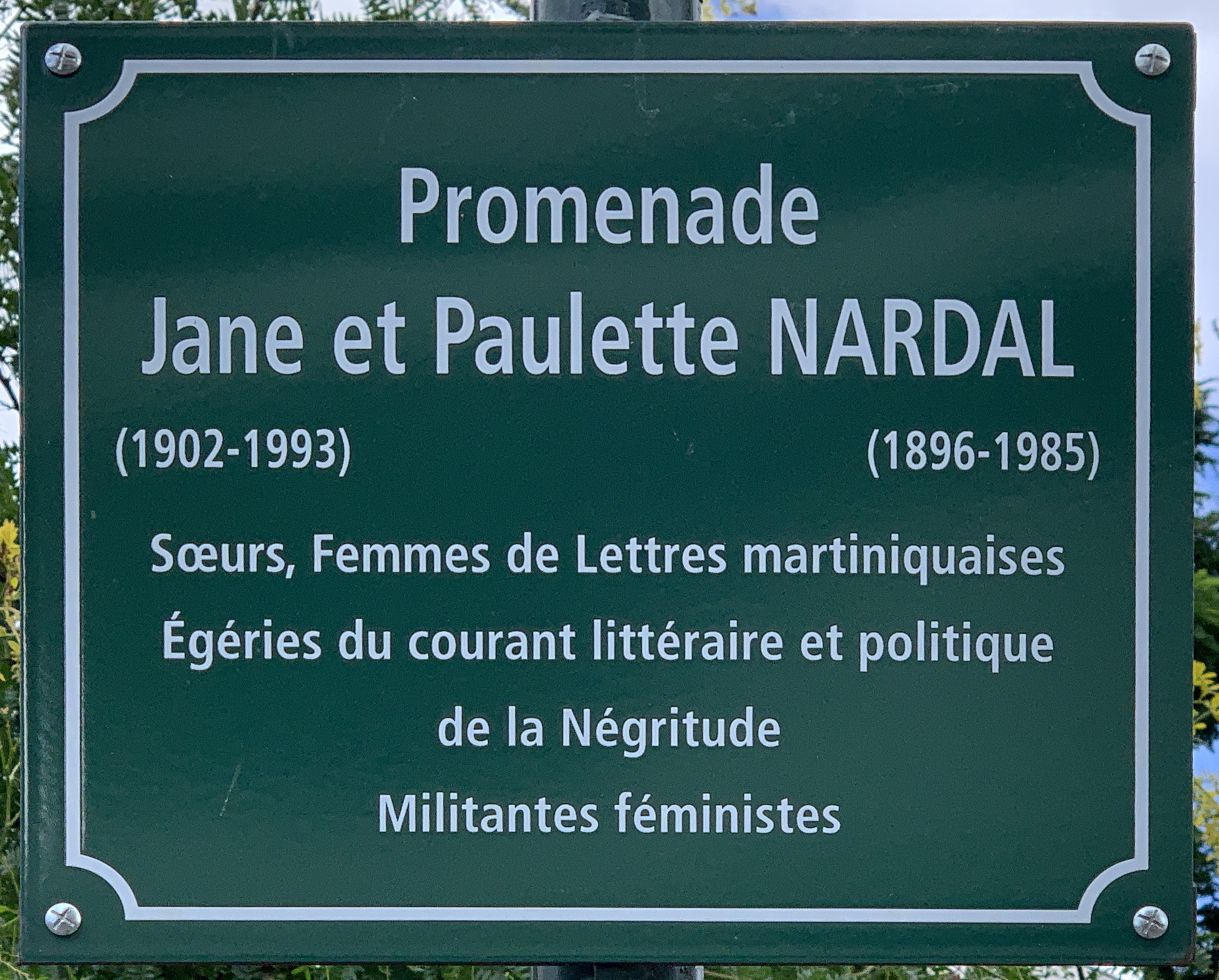
Plaque de l'espace vert.

Après le vote du Conseil de Paris le 20 novembre 2018 sur l’attribution du nom « Promenade Jane-et-Paulette Nardal », à la promenade plantée du site de l'ancien hôpital Broussais, entre la rue Raymond-Losserand et la rue Didot, cette voie est officiellement inaugurée le 31 août 2019 en présence de la cantatrice Christiane Eda-Pierre, nièce des sœurs Nardal qui, en tant qu'écrivaines, philosophes, et enseignantes, ont posé les bases théoriques et philosophiques de la négritude avec Aimé Césaire, Léopold Sédar Senghor et Léon-Gontran Damas,.